# Центр документации новейшей истории Смоленской области
Центр документации новейшей истории Смоленской области (ЦДНИСО) — региональное архивное учреждение Российской Федерации системы Государственной архивной службы России в Смоленской области, бывший партийный архив Смоленского областного комитета Коммунистической партии Советского Союза. Создан в соответствии с Указом Президента РСФСР от 24 августа 1991 года № 83 «О партийных архивах» и решением исполкома Смоленского областного Совета народных депутатов от 4 сентября 1991 года № 189 «О передаче партийного архива Смоленского обкома КПСС в ведение архивного отдела облисполкома». Документы партийного архива вошли в состав Архивного фонда России.
На 1998 год в фондах Центра документации хранилось 363840 дел, 960 фотодокументов.

## Периодизация работы
Основные этапы деятельности Центра документации:
1920—1927 гг. — Истпарт (отдел по истории партии и Октябрьской революции);
1927—1929 гг. — Западное отделение (бюро) единого партийного архива;
1929—1937 гг. — Партийный архив Западного обкома ВКП(б);
1937—1991 гг. — Партийный архив Смоленского обкома КПСС;
с 1991 г. — Центр документации новейшей истории Смоленской области.

## Фонды
Крупнейшими по количеству документов и ёмкими информационно являются фонды губернской и областных организаций Коммунистической партии, отражающие руководящую роль партии в хозяйственной, политической, культурной жизни области. Это протоколы и стенограммы областных партийных форумов и текущей работы. Анкеты делегатов содержат биографические данные коммунистов: так, в фонде Смоленского губкома ВКП(б) хранится анкета М. Н. Тухачевского, избиравшегося на губернскую партконференцию в 1923 году.
Важные сведения по истории области представляют директивные и циркулярные письма, докладные записки, информации, статистические отчёты партийных организаций различных уровней, а также учреждений культуры, здравоохранения, народного образования.
Документы контрольных комиссий показывают методы контроля партийных и советских органов за исполнением принятых решений, дисциплиной, моральным обликом членов партии, изменением их культурного и образовательного уровня.
Документы первичных партийных организаций КПСС представляют жизнь трудовых коллективов и проблемы, возникавшие на производстве, поиск решений и путей для их преодоления.
Фонды комсомольских организацией отражают жизнь молодёжи, редакции областной молодёжной газеты «Смена».
Большую историческую ценность представляют документы Западного штаба партизанского движения, подпольных партийных и комсомольских комитетов, воспоминания, дневники и письма участников партизанского движения и подпольщиков, боровшихся с немецко-фашистскими захватчиками во время Великой Отечественной войны. В персональной партизанской картотеке хранятся данные о личном составе формирований.
В фонде истории партии (Истпарт) сосредоточены материалы по истории Смоленщины конца XIX — начала ХХ вв: копии статей из «Смоленского вестника», газеты «Искра», материалы для сборников по истории Смоленской областной организации Коммунистической партии, хроники событий, листовки, прокламации, воззвания. В этом фонде также собраны архивы губернского жандармского управления о борьбе с революционным движением на Смоленщине.

## Смоленский архив в годы Великой Отечественной войны
Смоленск встал на пути немецко-фашистских захватчиков, рвавшихся к Москве. «Областной комитет по эвакуации населения, скота и имущества» дал 8 июля указание о вывозе фондов партийного архива на восток области — в г. Юхнов. Но до него добрались только 6 грузовых автомашин с документами персонального учета членов партии, по распоряжению Управления делами ЦК ВКП (б) отправленными в г. Уральск, и возвращёнными в Смоленск в декабре 1944 г. Удалось перед захватом города немцами также сжечь часть документов партийного архива — отдельные протоколы заседаний бюро обкома партии, документы его аппарата, протоколы заседаний бюро райкомов и горкомов ВКП (б) Смоленской области.
Большая часть документов архива была захвачена немцами. Однако данные о том, когда и как это произошло, расходятся. Гарвардский профессор Мёрл Фейнсод указывает на 1941 год, когда офицеры немецких спецслужб, найдя архив «в состоянии полного беспорядка», произвели «незначительную, сделанную наугад выборку более чем 500 дел приблизительно на 200 тысячах страниц». Его рецензент, бывший директор Русского института Колумбийского университета Хенри Робертс категорично заявил, что немецкие спецслужбы не только обнаружили в июле 1941 года «коллекцию сохранившихся дел Коммунистической партии за 1917—1938 годы» и отобрали из нее около 200 тысяч страниц документов, но и «отправили их в Германию». Июль 1941 года фигурирует и в статье Арча Гетти. Советские авторы (Сергей Максудов, Михаил Зараев) в определении даты захвата архива и особенно его отправки в Германию весьма осторожны.
В мае 1943 г. архив был вывезен немцами из Смоленска в Вильнюс, а затем в «генерал-губернаторство», где из него была выделена значительная часть, которую повезли в Германию. Оставшаяся в Польше часть документов в феврале 1945 г. была отбита у противника советскими военнослужащими 4-го Украинского фронта в районе железнодорожной станции Пщина к юго-западу от польского г. Освенцим. 1 марта 1945 года заместитель начальника Главного политического управления РККА И. В. Шикин доложил в ЦК ВКП(б) на имя Г. М. Маленкова, что в вагонах захваченного немецкого эшелона были обнаружены, наряду с другими ценностями, обнаружены «архивы Смоленского и Западного обкомов ВКП(б) и ВЛКСМ, а также райкомов, укомов и волкомов ВКП(б) с учетными карточками на членов и кандидатов партии. Обнаружено также много архивных материалов советских и торговых организаций…». Работники политуправления фронта провели проверку документов, выявив архивные материалы Смоленского обкома, Западного и Смоленского обкомов ВКП(б), 27 городских и районных комитетов за период с 1918 по 1941 гг. и другие. 15 марта Г. М. Маленкову доложили, что «весь архив связан в пачки и упакован в большие мешки, для перевозки которых потребуется 3 железнодорожных товарных вагона».
Другая часть архива к началу 1945 г. была вывезена в Баварию, где их через некоторое время обнаружили американские ВВС. Вскоре о документах стало известно Управлению стратегических служб США (предшественнику ЦРУ). Группа американских советологов изучила описи и некоторые подлинные документы и в результате пришла к выводу, что в них содержатся крайне ценные сведения о методах и принципах советского государственного управления.
Вопрос о возвращении «Смоленского архива» законному владельцу возник после окончания периода маккартизма во внутренней политике США, когда в марте 1963 года Государственный департамент довел до сведения руководства Национального архива в Вашингтоне, что у него не будет никаких возражений для возвращения СССР смоленских документов. Об этом сообщили советской стороне. В июле 1965 года директор Главархива Г. А. Белов в записке в адрес ЦК КПСС указал, что просьба о возвращении смоленских документов может быть расценена не иначе, как официальное признание публикаций о «Смоленском архиве» как отражения террора, коллективизации и т. д., и что это будет «использовано в целях антисоветской пропаганды». А потому и не стоит в настоящее время поднимать вопрос перед Государственным департаментом о возвращении «Смоленского архива», тем более, что «сейчас он не представляет какой-то особой ценности», написал главный советский архивариус.
Документы Смоленского архива были возвращены в Россию и переданы представителям министерства культуры РФ и Федеральной архивной службы РФ 13 декабря 2002 года по решению государственного департамента США.
Доктор исторических наук Е. В. Кодин, исследовавший материалы так называемого «Смоленского архива» ещё в США, пришёл к выводу, что он никак не может быть причислен к архивам в строгом понимании этого слова. Он назвал этот массив коллекцией «как смоленских архивных, так и иных документов, присоединенных к ним неизвестными нам исполнителями, что свело качественное значение ее как архива до самого незначительного уровня. И потому, если даже и согласиться с утверждением профессора Гарвардского университета Мёрла Фейнсода, что „Смоленский архив“ — это „зеркало советской действительности“, то „действительности“, сформированной далеко не только в Смоленске». Евгений Кодин отмечает, что данный архив по богатству, значимости документов, их хронологической полноте и тем более, по количеству материалов представляет собой несравнимо малую часть по отношению к тому, что было возвращено и хранится сегодня в Центре документации новейшей истории Смоленской области (ЦДНИСО).